# Columba Domínguez
Columba Domínguez est une actrice mexicaine, née le 4 mars 1929 à Guaymas (Sonora, Mexique) et morte  le 13 août 2014 à Mexico.

## Filmographie
- 1945 : Como México no hay dos ! de Carlos Orellana
- 1945 : La Señora de enfrente de Gilberto Martínez Solares
- 1946 : Pepita Jiménez d'Emilio Fernández
- 1947 : Soy charro de Rancho Grande de Joaquín Pardavé
- 1947 : La Perle (La perla) d'Emilio Fernández
- 1948 : Rio Escondido, ville d'enfer (Rio Escondido) d'Emilio Fernández
- 1948 : Maclovia d'Emilio Fernández
- 1949 : La Villageoise (Pueblerina) d'Emilio Fernández
- 1949 : La Mal aimée (La Malquerida) d'Emilio Fernández
- 1950 : Un día de vida d'Emilio Fernández
- 1950 : L'edera d'Augusto Genina
- 1951 : La Bienamada d'Emilio Fernández
- 1952 : El mar y tú d'Emilio Fernández
- 1952 : Désirs interdits (Cuando levanta la niebla) d'Emilio Fernández
- 1953 : Mujeres que trabajan de Julio Bracho
- 1953 : Reportaje d'Emilio Fernández
- 1954 : Le Fleuve de la mort (El río y la muerte) de Luis Buñuel
- 1955 : Historia de un abrigo de mink d'Emilio Gómez Muriel
- 1955 : Fuerza de los humildes de Miguel Morayta
- 1956 : Pueblo, canto y esperanza, épisode colombien d'Alfredo B. Crevenna
- 1956 : Esposas infieles de José Díaz Morales
- 1957 : Cinco vidas y un destino de José Baviera
- 1957 : La Virtud desnuda de José Díaz Morale
- 1957 :  Le Monstre sans visage (Ladrón de cadáveres) de Fernando Méndez
- 1957 : El caudillo de Rolando Aguilar
- 1958 : Le Cabaret des filles perdues (Cabaret trágico) d'Alfonso Corona Blake
- 1958 : Pain, Amour et Andalousie (Pan, amor y Andalucía) de Javier Setó
- 1960 : Viva la parranda de Fernando Cortés
- 1960 : Mundo, demonio y carne de José Díaz Morales
- 1961 : El tiro de gracia de Rolando Aguilar
- 1961 : Duelo indio de Rolando Aguilar
- 1961 : Enterrado vivo de Rolando Aguilar
- 1961 : Les Frères Del Hierro (Los hermanos Del Hierro) d'Ismael Rodríguez
- 1962 : Ánimas Trujano d'Ismael Rodríguez
- 1962 :  El tejedor de milagros de Francisco del Villar
- 1962 :  Pueblito d'Emilio Fernández
- 1963 : El hombre de papel d'Ismael Rodríguez
- 1963 : Paloma herida d'Emilio Fernández
- 1964 : Furia en el Edén de Mauricio de la Serna
- 1964 : La Sombra de los hijos de Rafael Baledón
- 1965 : El hombre propone... de Juan Alfonso Chavira Jacha
- 1965 : Aventura al centro de la tierra d'Alfredo B. Crevenna
- 1965 : La loba de Rafael Baledón
- 1965 : Llanto por Juan Indio de Rogelio González Garza
- 1966 : Duelo de pistoleros de Miguel M. Delgado
- 1966 : Juventud sin ley de Gilberto Martínez Solares
- 1966 : Marcelo y María de Gilberto Martínez Solares
- 1968 : Ambición sangrienta de Jaime Salvador
- 1972 : Mi niño Tizoc d'Ismael Rodríguez
- 1978 : Soy el hijo del gallero de Mario Hernández
- 1982 : Una gallina muy ponedora de Rafael Portillo (en)
- 1986 : Victimas de la pobreza de Francisco Guerrero
- 1987 : Arriba Michoacán de Francisco Guerrero
- 2008 : Paloma de Roberto Fiesco (court-métrage)
- 2014 : Ramona de Giovanna Zacarías (court-métrage)